# 银涂镇
银涂镇是中华人民共和国江苏省淮安市金湖县下辖的一个镇。
2015年5月18日，江苏省人民政府批复同意撤销银集镇、涂沟镇，以原银集镇、涂沟镇所辖行政区域设立银涂镇，镇人民政府驻银涂镇沿河路1号。

## 行政区划
银涂镇下辖以下村级行政区划单位：
银集社区、淮建社区、红湖社区、劳动村、复连村、团结村、天堂村、何营村、新胜村、刘坝村、永祥村、高沈村、利生村、通衢社区、港中社区、涂沟社区、秦庄村、五星村、唐港村、于沟村、新淮村、高邮湖村、湖滨村、东湖村和三河村。